# Felix Roco
Pour les articles homonymes, voir Roco.
Felix Roco, né le 12 avril 1989 à Lapu-Lapu (province de Cebu),  aux Philippines, est un acteur philippin.

## Biographie

### Liens familiaux
Felix Roco est le fils de l'acteur Bembol Roco (en) et a un frère jumeau, Dominic Roco (en) qui est également acteur.

## Filmographie partielle

### Au cinéma
- 2004 : Otso-otso pamela-mela wan : Marky Cabangon
- 2007 : Shake, Rattle & Roll 9 : Ian (segment "Engkanto")
- 2008 : UPCAT : Lucas
- 2009 : Engkwentro : Richard
- 2009 : Dukot
- 2009 : Sagrada familia
- 2009 : Shake Rattle & Roll XI : Kiko (segment "Lamanglupa")
- 2010 : Pendong : Jay Salvacion
- 2012 : Crossroads
- 2012 : Ang nawawala : Jamie Bonifacio
- 2012 : Mater Dolorosa
- 2012 : El Presidente : Gregorio del Pilar
- 2013 : Death March : Fidel
- 2013 : Talamak
- 2013 : Shift : Trevor
- 2013 : Sabine : Leopatro
- 2014 : A Thief, a Kid & a Killer : Nico
- 2014 : Lorna : Ardie
- 2015 : Mga rebeldeng may kaso
- 2016 : Ma' Rosa : Jackson
- en post-production : Kanlungan : Traveler